# سارا بلیک
سارا بلیک (انگلیسی: Sarah Blake؛ زاده ۲۱ اوت ۱۹۸۰) یک بازیگر پورنوگرافی اهل ایالات متحده آمریکا است.